# 優しさごっこ
優しさごっこ（やさしさごっこ）は、日本放送協会（NHK）が1980年11月10日から12月5日に銀河テレビ小説で放送したテレビドラマ。原作は今江祥智の作品で、自身の体験に基づいて描かれている。

## 概要
妻が美術書の出版に興じて家を出て行ってしまい、残された夫が不器用ながら家事に取り組み、小学生の娘と二人で暮らしていく姿を描いた作品。

## 出演者
- 柿畑二郎 - 山本圭
- 友希子 - 藤田弓子
- あかり - 牛原千恵
- 岸部一徳
- 岡江久美子
- 中井貴恵
- 左時枝
- 早崎文司
- 加藤健一

## スタッフ
- 脚本 - 冨川元文
- 音楽 - 湯浅譲二
- タイトル画 - 長新太
- 演奏 - 東京コンサーツ
- 演出 - 田代勝四郎、椿恭造